# EgyptAir

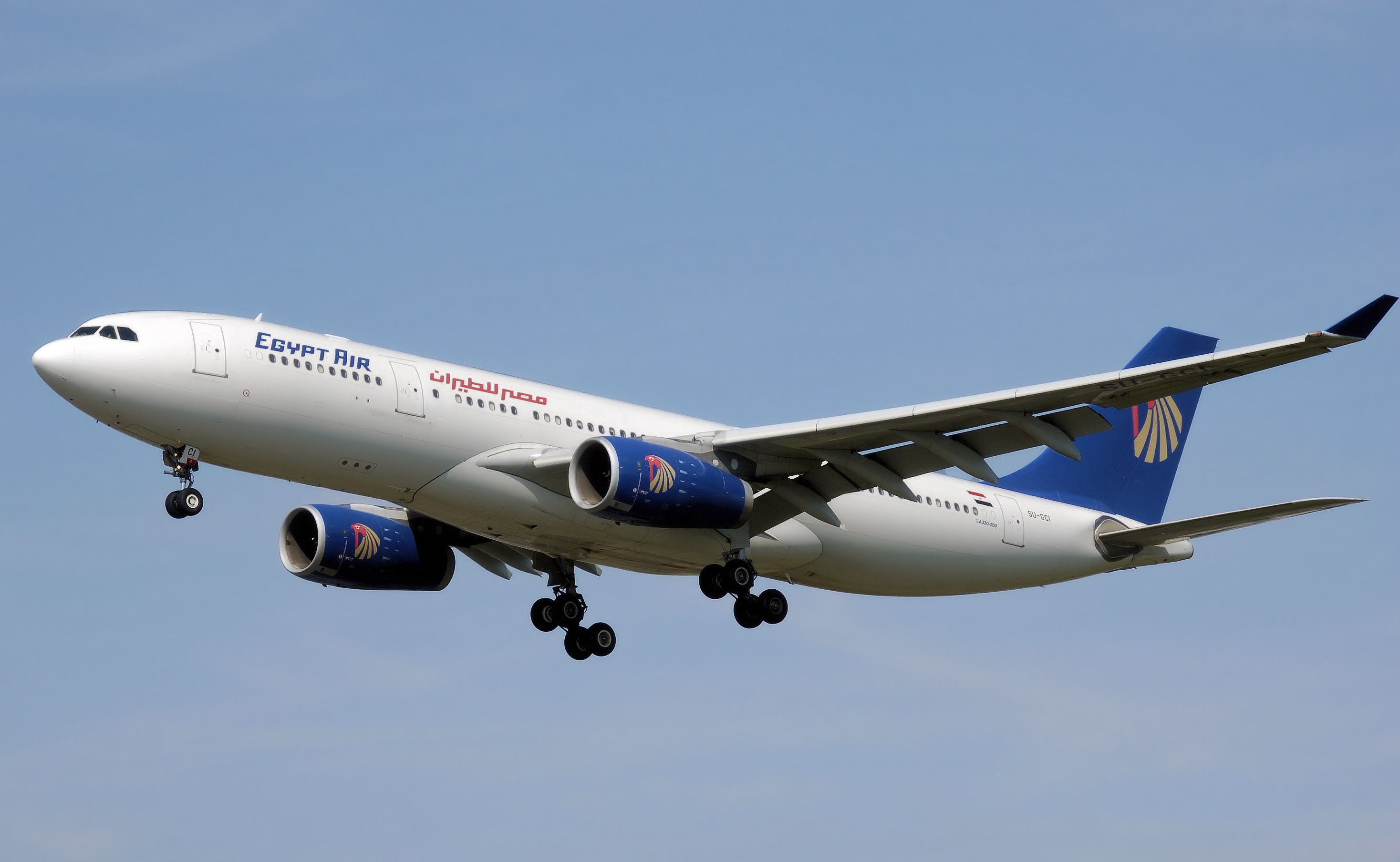
Airbus A330-200 la aterizare

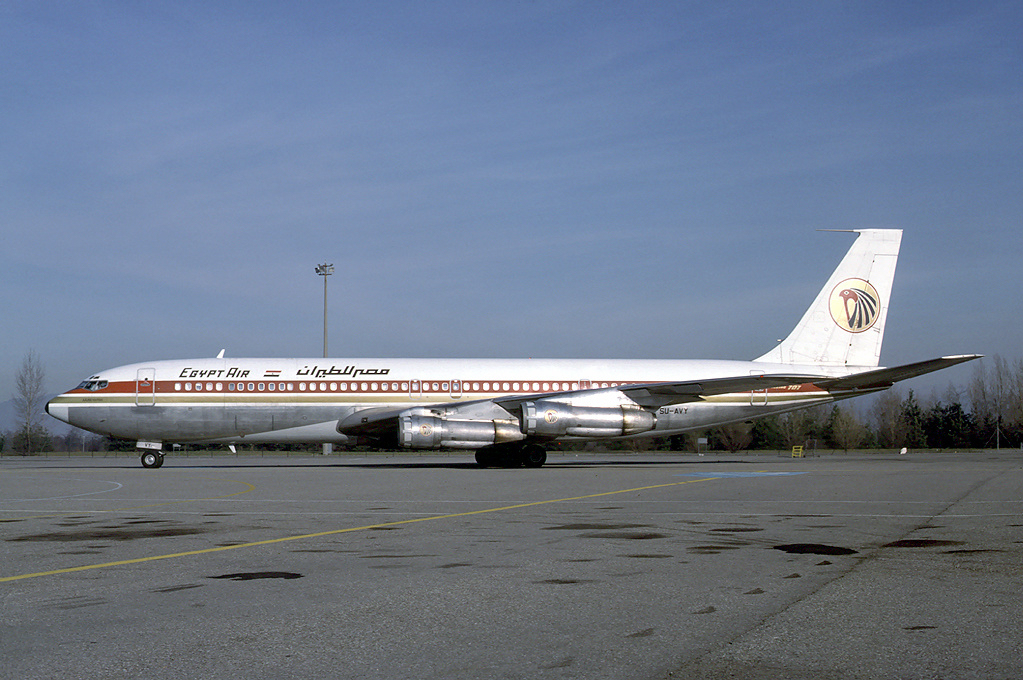
EgyptAir Boeing 707 aflat la aeroportul Basle în decembrie 1986.

EgyptAir (Arabă: مصر للطيران, Miṣr lil-Ṭayyārān) este compania aeriană națională a Egiptului și membră a Star Alliance. Operează în principal pe Aeroportul Internațional Cairo și este deținut în totalitate de guvernul egiptean.
Compania are curse regulate de transport pasageri și marfă în peste 70 de destinații în Europa, Africa, Orientul Mijlociu, Orientul Îndepărtat, SUA și Canada, cât și curse domestice.
EgyptAir este compania aeriană pe locul 2 ca mărime de pe continentul african. Compania s-a alăturat alianței aeriene Star Alliance pe data de 11 iulie 2008, devenind prima companie membră din Orientul Mijlociu.
Sigla companiei reprezintă zeitatea antică egipteană Horus, de obicei sub forma unui șoim sau a unui om cu cap de șoim.

## Destinații

### Destinații noi din 2009
În anul 2009 compania va introduce noi zboruri cărte:

- Dar es Salaam (Aeroportul Internațional Julius Nyerere) în Tanzania. Serviciul va fi relansat din Cairo începând cu 2 iunie 2009. Inițial această cursă a fost anulată în 2002.
- Catania (Aeroportul Catania-Fontanarossa) din Sicilia. Serviciul va fi lansat în martie 2009. Zborurile vor fi operate de EgyptAir Express și va avea legături către Cairo, Sharm El Sheikh și Luxor.

### Rute noi din 2009
În 2009 compania va introduce următoarele rute noi:

- Alexandria, Egipt (Aeroportul El Nouzha) - Doha (Aeroportul Internațional Doha). Noua rută va fi lansată pe 19 iunie 2009. În momentul de față EgyptAir operează pe ruta Cairo-Doha.
- Alexandria, Egipt (Aeroportul El Nouzha) - Tripoli (Aeroportul Internațional Tripoli) ce va fi lansată pe 30 martie 2009.
- Alexandria, Egipt (Aeroportul El Nouzha) - Benghazi (Aeroportul Internațional Benina) începând cu 29 martie 2009.

## Flota
Flota companiei EgyptAir are o vârstă medie de 7,6 ani. Flota este alcătuită din următoarele avioane (februarie 2009)

## Incidente și accidente
Dintre evenimentele fatale a companiei EgyptAir se includ:
- Pe data de 29 ianuarie 1973 un avion EgyptAir Ilyushin Il-18 s-a prăbușit în munții Pentadaktylos în timp ce se apropia de aeroportul Nicosia, omorând toate persoanele de la bord (7 membrii ai echipajului și 30 pasageri)
- În 25 decembrie 1976, zborul numărul 864 s-a prăbușit într-un complex industrial din Bangkok, Tailanda. Au murit 20 de pasageri, precum și 72 de oameni aflați în complex.[2][3]
- Pe data de 23 noiembrie 1985, zborul EgyptAir 648 - un avion Boeing 737 a fost deturnat de 3 persoane din gruparea Abu Nidal către Luqa, Malta. După mai multe ore de negocieri, trupele de elită egiptene au luat cu asalt avionul. În urma confruntărilor au fost împușcați în cap 5 pasageri israelieni și americani, iar avionul a fost grav avariat în urma gloanțelor și a grenadelor folosite. În total au decedat 61 de persoane din cele 96 aflate la bord.[4]
- Pe data de 31 octombrie 1999, zborul EgyptAir 990 - un avion Boeing 767 ce zbura pe ruta New York-Cairo s-a prăbușit în Oceanul Atlantic în dreptul orașului Nantucket, Massachusetts. Autoritațile americane au suspectat pilotul de sinucidere și de prăbușirea intenționată a avionului, fapt negat cu vehemență de oficialii egipteni.[5].
- Pe data de 7 mai 2002, zborul EgyptAir 843 s-a prabușit pe timp de ploaie, ceață și furtună de nisip în drum spre Tunisia, omorând 15 din cei 64 pasageri.[6]